# Ivo Janakijev
Ivo Janakijev, bolgarski veslač, * 12. oktober 1975, Burgas.
Janakijev je za Bolgarijo nastopil na Poletnih olimpijskih igrah 2004 in 2008.
V Atenah je v enojcu osvojil bronasto medaljo, v Pekingu pa je z bratom Martinom veslal v dvojnem dvojcu. 